# José Luis Munuera
José Luis Munuera (Lorca, 21 april 1972) is een Spaans striptekenaar.  

## Carrière
Munuera studeerde aan de kunstacademie van Granada. Hij trok naar Frankrijk en werkte er samen met Joann Sfar als scenarist. Tussen 1996 en 1997 maakten ze de reeks Potamoks, waarvan drie albums verschenen bij uitgeverij Delcourt. Vanaf 1999 maakte hij, opnieuw op scenario van Sfar, de stripreeks Merlin over de kindertijd van tovenaar Merlijn. Hiervan verschenen vier delen bij Dargaud. Ook vanaf 1999 maakte Munuera met scenarist Jean-David Morvan de humoristische fantasystrip met Sir Pyle S. Culape, waarvan twee delen verschenen bij Soleil. In 2000 publiceerde Munuera, bij Dargaud, The Road to Eldorado, een stripbewerking van de gelijknamige tekenfilm van studio Dreamworks. 

### Robbedoes
Opnieuw met scenarist Jean-David Morvan nam Munuera de langlopende reeks Robbedoes en Kwabbernoot (Dupuis) over, na het vertrek van het succesvolle duo Tome en Janry. De albums van Munuera en Morvan (47 tot 50 in de reeks) kregen veel kritiek. In 2007 stopten Munuera en Morvan met deze reeks. Vanaf 2017 hernam Munuera wel het personage Zwendel uit Robbedoes en Kwabbernoot. Voor deze spin-off schreef Munuera zelf de scenario's. 

### Andere strips
Samen met de Spaanse scenarist Juan Diaz Canales maakte Munuera vanaf 2011 twee delen van de strip Fraternity (Dargaud) over een 19de-eeuwse gemeenschap van utopisten die af te rekenen krijgt met interne strubbelingen en een monsterlijk wezen. En samen met scenarist Dufaux maakte hij de stripreeks Betoveringen, waarin hij op elegante manier een duister sprookje met geslepen karakters en tragische lotsbestemmingen tekende. Vanaf 2014 tekende en schreef José Luis Munuera verschillende delen van de humoristische piratenstrip De Campbells (Dupuis).